# 蘇澳號驅逐艦
蘇澳號（舷號：DDG-1802）是一艘中華民國海軍現役的基隆級驅逐艦。蘇澳號是一艘轉購自美國海軍的飛彈驅逐艦，原為1981年服役的紀德級二號艦卡拉漢號（USS Callaghan DDG-994），隸屬海軍一六八艦隊。

## 艦史
2019年8月20日，美國在台協會（AIT）處長酈英傑等人前往左營參觀AAV7兩棲突擊車以及基隆級蘇澳軍艦。
2025年2月26日，本艦在台灣西南海域廣播驅離進行非法操演的共軍黃岡號。
2025年4月1日，本艦與田單艦、銘傳艦組成艦隊，跟監位於鵝鑾鼻東南方約220海浬的山東號航艦編隊。

## 登場作品
在英國BBC於1984年上映電影《火線》中本艦在波斯灣海戰中與俄羅斯基洛夫級巡洋艦相撞。